# Zuid-Hollands Orkest
Zuid-Hollands Orkest was een kort bestaand symfonieorkest (1963-1968) in de provincie Zuid-Holland. 

## Geschiedenis
Het orkest ontstond uit de restanten van het museumkamerorkest van het Gemeente Museum Den Haag, dat opgeheven werd door de ouderdom van leider Dirk Balfoort. Jan van der Waart nam een aantal leden over en formeerde begin 1963 het Zuid-Hollands Orkest. Het debuutconcert vond plaats in zaal Diligentia in Den Haag. Het orkest bestond voornamelijk uit jonge musici. Dat leidde al in 1964 tot vertrek van de eerste concertmeester Daniël Otten; hij stapte over naar het Rotterdams Philharmonisch Orkest. Dit verhinderde niet dat het orkest even later een korte concertreis hield in Zwitserland en in 1966 een aantal concerten in Portugal en madeira verzorgde. Het verzorgde voorts optredens van het Scapino Ballet. Cellist Harro Ruijsenaars speelde in het Zuid-Hollands Orkest om orkestroutine op te doen.
Najaar 1967 kwamen de eerste berichten naar buiten over een fusie met het West Nederlands Symfonie Orkest van Sam Swaap tot het Gewestelijk Orkest voor Zuid Holland, dat in Delft gevestigd werd. Noch Van der Waart, noch Sam Swaap werd gevraagd om de leiding van het nieuwe orkest op zich te nemen. Het leverde het nieuwe orkest meteen een slechte start op, sommige gemeenten annuleerden bijvoorbeeld schoolconcerten, omdat het nieuwe orkest zonder echte redenen voor Bart van Beinum had gekozen en van der Waart oneerbiedig had gepasseerd, terwijl die nu juist goed lag bij die gemeenten. Men keek vooral naar de commissie die tot het besluit was gekomen. In twee uur tijd hadden Marius Flothuis, Paul Hupperts en André Rieu sr. tot Van Beinums aanstelling besloten uit 32 sollicitanten zonder er één daarvan te hebben gezien/gehoord. Van Beinum zelf nam een half jaar na de oprichting van het orkest ontslag.  

## Bijzonderheden
De naam Zuid-Hollands Orkest was in de jaren vijftig geopperd voor een symfonieorkest, dat samengesteld zou worden uit het Residentie Orkest en het Rotterdams Philharmonisch Orkest, de fusie heeft nooit plaatsgevonden. Het Gewestelijk Orkest van Zuid-Holland vond haar eind in 1984; het ging op in RBO Sinfonia.
Landelijk: Koninklijk Concertgebouworkest · Nederlands Philharmonisch Orkest · Nederlands Kamerorkest 

Landelijk/regionaal: Holland Symfonia · Rotterdams Philharmonisch Orkest · Residentie Orkest

Regionaal: Noord Nederlands Orkest · Orkest van het Oosten · Het Gelders Orkest · RBO Sinfonia · philharmonie zuidnederland · Het Zeeuws Orkest 

Orkesten van de Omroep: Radio Filharmonisch Orkest · Radio Kamer Filharmonie · Metropole Orkest

Opgeheven of gefuseerd: Amsterdams Philharmonisch Orkest · Frysk Orkest · Gewestelijk Orkest voor Zuid-Holland · Overijssels Philharmonisch Orkest / Forum Filharmonisch · Nederlands Balletorkest · Noordelijk Filharmonisch Orkest · Noordhollands Philharmonisch Orkest · Omroep Orkest · Radio Kamerorkest · Radio Symfonie Orkest · Utrechts Symfonie Orkest · Brabants Orkest · Limburgs Symfonie Orkest · West Nederlands Symfonie Orkest · Zuid-Hollands Orkest